# Sekretar Državnega sveta Republike Slovenije
Sekretar Državnega sveta Republike Slovenije je imenovan s strani Državnega sveta Republike Slovenije na predlog predsednika državnega sveta. Ima status funkcionarja in vodi službo Državnega sveta Republike Slovenije. Kot vodja službe omogoča opravljanje strokovnih in drugih nalog, ki se nanašajo na delo državnih svetnikov in na zagotavljanje strokovne pomoči pri opravljanju njihove funkcije.
Aktualni sekretar je Monika Kirbiš Rojs.